# Sergio Coppetelli
Sergio Coppetelli (Roma, 1º aprile 1946) è un ex arbitro di calcio italiano.

## Carriera
Nato a Roma nel 1946, faceva parte della sezione AIA di Tivoli, della quale è stato il primo arbitro ad arrivare in massima serie.
Nel 1983, a 37 anni, arriva in Serie B, debuttandovi l'11 settembre, alla prima di campionato, in Campobasso-Pescara 2-0.
L'11 novembre 1984 esordisce in Serie A, arbitrando Fiorentina-Ascoli dell'8º turno di campionato, terminata 1-1.
Nel 1988 prende parte alla finale di Coppa dei Campioni di Stoccarda tra gli olandesi del PSV e i portoghesi del Benfica, come assistente di Luigi Agnolin (l'altro guardalinee era Tullio Lanese). La gara finisce 6-5 d.c.r per la squadra di Eindhoven. 
Il 17 ottobre 1990 è l'arbitro di Croazia-Stati Uniti 2-1, a Zagabria, esordio internazionale dei croati dopo 45 anni come Jugoslavia, anche se l'effettiva indipendenza del Paese sarebbe arrivata poco meno di un anno dopo.
Il 12 maggio 1991 dirige la sua ultima gara in Serie A, Napoli-Juventus 1-1, terzultima di campionato.
Una settimana dopo arbitra per l'ultima volta in carriera, Pescara-Padova 2-2, quintultima giornata di Serie B.
All'ultima stagione in carriera vince il Premio Giovanni Mauro, come miglior arbitro della stagione 1990-1991, nella quale aveva diretto 14 gare in Serie A, 4 in Serie B e 2 in Coppa Italia.
In totale in carriera ha diretto 64 gare in Serie A e 81 in Serie B.
Dopo il ritiro è stato dirigente del Tivoli e dirigente arbitrale, prima vicepresidente del CRA Lazio e poi componente del Settore Tecnico.